# Lennart Nilsson (politiker)
Karl Lennart Nilsson, född 2 november 1944 i Lundby församling i Göteborg, är en svensk politiker (socialdemokrat), som var riksdagsledamot 1976–2006, invald på plats 219 i Västra Götalands läns västra valkrets. Han var framför allt aktiv i bostadsutskottet där han var ledamot från 1983 och vice ordförande 1994–2002. Han var även ledamot i justitieutskottet 2002–2006 och krigsdelegationen samt suppleant i kulturutskottet, lagutskottet och EU-nämnden.
Har arbetade tidigare som byggnadssnickare.
Nilsson har bland annat gjort sig känd för citatet: "Folk uppfattar vallöften som löften. Det är ett problem för oss."